# Comostolopsis capensis
Comostolopsis capensis là một loài bướm đêm trong họ Geometridae.